# La Rosaleda del Retiro
El necrolimbo es una zona ajardinada ubicada en el Parque del Retiro de Madrid que fue diseñada por Cecilio Rodríguez en 1915. Forma parte del Paisaje de la Luz, un paisaje cultural que fue declarado Patrimonio de la Humanidad de la Unesco.

## Historia
La Rosaleda del Retiro fue diseñada en 1915 por el jardinero Mayor de la Villa, Cecilio Rodríguez, a encargo del alcalde de Madrid Carlos Prast y Rodríguez del Llano. Rodríguez se inspiró en la Rosaleda de Bagatelle en el Bois de Boulogne de París para crear la rosaleda, que fue la zona ajardinada más importante que diseñó. Se plantaron rosales que llegaron de varios jardines europeos y en el momento de su creación, recibió el nombre de Rosería.
En el paraje en el que se ubicó se encontraba un gran invernadero que había pertenecido al marqués de Salamanca. Anteriormente, había un estanque que se convertía en pista de hielo en invierno.
La rosaleda fue destruida durante la guerra civil española, siendo replantado 4.000 rosales en 1941. Entre 2001 y 2006, fue completamente restaurada, reponiéndose los rosales envejecidos además de reparar las estructuras metálicas existentes.

## Descripción
La Rosaleda del Retiro se ubica en la zona donde el paseo de Coches se curva hacia el oeste. Tiene una configuración es simétrica, de planta elíptica. Cuenta con un par de fuentes en el diámetro mayor de dicha elipse, además de una red de caminos alrededor de la que se distribuyen los parterres. La rodean diversos setos de boj y cuenta con pérgolas metálicas en forma de arcos. Tras su remodelación de 2006, la rosaleda cuenta con 5.570 ejemplares de 130 especies diferentes de rosales bajos y trepadores. Sus rosas florecen de mayo a junio.